# Břetislav Štefan
Břetislav Štefan (* 8. června 1978 Svitavy) je český politik a archivář, od roku 2022 zastupitel města Brna, od roku 2010 zastupitel a starosta městské části Brno-Líšeň, v letech 2021 až 2024 místopředseda SOCDEM.

## Život
Vystudoval brněnské Gymnázium Johanna Gregora Mendela (dříve Gymnázium Čechyňská) s humanitním zaměřením a následně obory historie a archivnictví na Filozofické fakultě Masarykovy univerzity (získal titul Mgr.).
Před ukončením studií nastoupil do Správního archivu Ministerstva vnitra ČR na pozici odborného archiváře, od roku 2007 pracoval v Archivu bezpečnostních složek.
Břetislav Štefan žije ve městě Brno, konkrétně v městské části Brno-Líšeň. Je ženatý a má jednoho syna. Mezi jeho zájmy patří knihy, divadlo, cestování, motorka a jachting.

## Politické působení
V roce 2006 vstoupil do České strany sociálně demokratické. V komunálních volbách v roce 2010 byl z pozice lídra kandidátky ČSSD zvolen zastupitelem městské části Brno-Líšeň. Dne 1. prosince 2010 se navíc stal starostou městské části Brno-Líšeň. Ve volbách v roce 2014 post zastupitele městské části obhájil, opět jako lídr kandidátky ČSSD. V listopadu 2014 se stal po druhé starostou městské části. Také ve volbách v roce 2018 byl zvolen zastupitelem jakožto lídr kandidátky a v listopadu 2018 se stal již po třetí starostou městské části.
Kandidoval také do Zastupitelstva města Brna, ale jak ve volbách v roce 2014, tak ve volbách v roce 2018 neuspěl.
V roce 2014 se stal místopředsedou Městského předsednictva ČSSD Brno-město a v roce 2019 předsedou Krajského předsednictva ČSSD Jihomoravského kraje. V krajských volbách v roce 2020 kandidoval za ČSSD do Zastupitelstva Jihomoravského kraje, ale neuspěl.
V únoru 2021 ohlásil, že se chce na dubnovém sjezdu ČSSD ucházet o post předsedy strany proti Janu Hamáčkovi a Tomáši Petříčkovi. Den před sjezdem, tj. 8. dubna 2021, však uvedl, že přestává o post předsedy ČSSD usilovat a na tuto funkci podporuje Tomáše Petříčka, kterému by chtěl v případě zvolení dělat 1. místopředsedu. Na sjezdu jej však v souboji o pozici statutárního místopředsedy porazil ve druhém kole poměrem hlasů 137 : 114 dosavadní statutární místopředseda strany Roman Onderka.
V březnu 2021 byl krajskou organizací zvolen lídrem kandidátky ČSSD v Jihomoravském kraji pro volby do Poslanecké sněmovny PČR v říjnu 2021. Nicméně v červenci 2021 rozhodlo širší vedení strany, že lídrem bude nakonec dosavadní statutární místopředseda strany Roman Onderka. Sám Štefan byl přesunut na třetí místo kandidátky, na protest proti tomuto kroku však kandidátku následně opustil.
Místopředsedou ČSSD se stal až po 43. sjezdu strany v prosinci 2021, když byl zvolen hlasy 127 delegátů. V komunálních volbách v roce 2022 byl zvolen za ČSSD zastupitelem města Brna, a to na kandidátce subjektu „ČSSD VAŠI STAROSTOVÉ“. Za ČSSD kandidoval i do Zastupitelstva městské části Brno-Líšeň, a to jako lídr uskupení „Váš starosta a občané pro Líšeň“. Mandát zastupitele se mu podařilo obhájit. V listopadu 2022 byl navíc po čtvrté zvolen starostou městské části Brno-Líšeň, poté co uzavřel koalici s ANO a SPD.
Na 45. sjezdu v červnu 2023 kandidoval proti dosavadnímu předsedovi Michalu Šmardovi a bývalému místopředsedovi ČSSD Lubomíru Zaorálkovi. Získal 20 ze 176 hlasů delegátů, a nebyl tak zvolen. Zůstal ale místopředsedou strany, když ve volbě získal 113 hlasů (ke zvolení bylo potřeba 79 hlasů). Strana se na tomto sjezdu přejmenovala na SOCDEM. Funkci místopředsedy strany zastával do října 2024.
V krajských volbách v roce 2024 byl lídrem kandidátní listiny SOCDEM v Jihomoravském kraji. Strana však získala pouze 1,84 % hlasů a do krajského zastupitelstva se vůbec nedostala. Ve sněmovních volbách v roce 2025 se rozhodl nekandidovat.